# Poderosos Mutanimales
Los Poderosos Mutanimales, un grupo de superhéroes dentro de la franquicia Tortugas Ninja, surgió inicialmente en la serie de cómics Teenage Mutant Ninja Turtles Adventures. Compuesto por varios animales mutados, el equipo colaboró con TMNT y ha aparecido en múltiples iteraciones de la franquicia desde sus inicios.

## Biografía ficticia del equipo

### Archie Comics
Mighty Mutanimals se publicó por primera vez como una miniserie de tres números lanzada entre mayo y julio de 1991, que luego se lanzó en una colección en el invierno de 1991. Se lanzó una serie regular de seguimiento con un total de nueve números desde abril de 1992 hasta junio de 1993.
La serie se canceló debido a las bajas ventas, pero los Mutanimales recibieron su propia serie de respaldo de 7 partes en las páginas de Teenage Mutant Ninja Turtles Adventures, comenzando en el número 48 y terminando en el número 54. Esta serie vio el asesinato de Mutanimales a manos de la Banda de los Cuatro de alta tecnología. Los números 55 a 57 continuaron las secuelas de su muerte y su efecto en la historia de las Tortugas. El creador de los Mutanimales, Ryan Brown, ha declarado que el motivo de esta decisión fue que se suponía que los Mutanimales eran algo completamente diferente de las Tortugas Ninja. Dado que la serie y la serie animada propuesta fueron canceladas, ya no quería que su creación se convirtiera en un acto secundario. En cambio, pensó que los Mutanimales podría tener un impacto mucho más duradero si los mataran.
Los Mutanimales hicieron un pequeño cameo en Tales of the TMNT #58. Dean Clarrain, Ken Mitchroney, Mike Kazaleh y Garrett Ho trabajaron en la miniserie de cómics.
Aunque el equipo se llamaba "Mutanimales", lo que implica que todos los miembros eran "animales mutantes", solo tres eran mutantes "verdaderos": Ray Fillet, Mondo Gecko y el miembro de reserva Merdude. Leatherhead (la versión de Archie) era un humano transformado mágicamente y también lo era Dreadmon, que era más o menos un hombre lobo creado por el vudú. Wingnut, Screwloose y Slash (la versión de Archie), eran extraterrestres de la Dimensión X, y Jagwar era un semidiós hijo de una madre humana y un espíritu/dios jaguar.

### IDW Comics
Una nueva versión de Mutanimales también aparece en la serie de cómics IDW de Teenage Mutant Ninja Turtles, en la que Mondo Gecko, Man Ray y Slash repiten sus papeles como parte de su membresía. Si bien Old Hob fue su líder, exclusivos de este grupo son Herman the Hermit Crab, Pigeon Pete y una leona mutante llamada Sally Pride, así como una nueva interpretación del personaje de la serie animada de Fred Wolf, Mutagen Man.
Esta versión se creó cuando Slash y Old Hob secuestraron a la ex científica de StockGen, Lindsey Baker, y le ofrecieron una mesa llena de dinero si ayudaba a crear un ejército mutante más coherente para proteger a los otros mutantes de la ciudad de Nueva York, ya que su propio intento resultó. en Pigeon Pete, que no es tan brillante. Hob había obtenido un bote grande de mutágeno y muestras de la sangre de Splinter (que contenía el compuesto psicotrópico faltante). Slash se inyecta voluntariamente un poco de la sangre de Splinter y el compuesto dentro hace que Slash sea inteligente en unos momentos, lo que demuestra que su teoría es correcta. Luego, Lindsay usa un gecko y un cangrejo ermitaño robados por Hob y Slash para crear Mondo Gecko y Herman, después de haber combinado con éxito el compuesto con el mutágeno. Old Hob más tarde obtuvo los servicios de Sally Pride, Man Ray y Mutagen Man.
Cuando Old Hob detona una bomba mutágena después de que Baxter Stockman se convirtiera en Alcalde de Nueva York, lo que provocó que cualquiera que estuviera mutado fuera colocado en Mutant Town, Old Hob comenzó a vender algunos mutantes a Karai para fortalecer el Clan del Pie. Los motivos de Old Hob hicieron que Mondo Gecko y Mutagen Man abandonaran el grupo. Aunque gana un ornitorrinco mutante llamado Puggle, un mapache mutante llamado Bandit, un puercoespín mutante llamado Diamond y un pulpo mutante llamado Stone como reclutas. Cuando Sally atrapó a Diamond usando brutalidad contra algunos mutantes, Sally la despidió, lo que también provocó que Old Hob no volviera a contratar a Diamond por las mismas razones. Más tarde, Sally se sentiría insatisfecha con el tráfico de mutantes de Old Hob y se pondría del lado de las Tortugas Ninja. En el número 110, los Mutanimales de Old Hob obtuvieron un nuevo recluta en la forma de un lémur mutante de cola anillada llamado Night. El número 112 más tarde tiene una perezosa mutante llamada Chloe que apoya la campaña de Old Hob.

### Serie de 2012
Una versión animada de los Poderosos Mutanimales debutó en el episodio de Teenage Mutant Ninja Turtles de 2012, "Battle for New York". El equipo está dirigido por Slash y compuesto por Monkey Brains, Leatherhead y Pigeon Pete. Slash y Jack Kurtzman fundaron el equipo para combatir a los Kraang, que habían conquistado la ciudad de Nueva York. Cuando las Tortugas regresan, los dos equipos se unieron para salvar a Nueva York de Kraang, después de resolver sus diferencias (en gran parte con respecto a la animosidad entre Slash y Leonardo).
En "Clash of the Mutanimals", Slash y Rockwell fueron capturados y les lavaron el cerebro por Shredder como una prueba para un suero de control mental. Los dos serían liberados por sus compañeros de equipo y las Tortugas, y los ocho mutantes lucharían contra Shredder hasta un empate.
En "Dinosaur Seen In Sewers!", Slash y Rockwell fueron heridos por el enloquecido Triceraton Zog y pasaron el resto del episodio curándose.
En el final de la tercera temporada titulado "Annihilation: Earth!", los cuatro Mutanimales lucharon junto a Hamato y más tarde el Clan del Pie mientras intentaban salvar la Tierra del invasor Triceraton Empire. Los esfuerzos del grupo fracasaron cuando Shredder los traicionó a todos apuñalando a Splinter, y los cuatro Mutanimales, junto con todos los aliados de las Tortugas (excepto April O'Neil y Casey Jones) y los enemigos, luego fueron absorbidos por un agujero negro hasta su muerte.
Posteriormente, las Tortugas pasaron la primera mitad de la cuarta temporada trabajando para deshacer este giro de los acontecimientos. Si bien no pueden salvar las versiones originales de Mutanimales y los demás, pueden salvar una segunda versión de ellos en "Earth's Last Stand" donde, gracias a que Splinter se adelantó e interceptó el ataque de Shredder, las Tortugas destruyeron el temporizador al Corazón de las Tinieblas, causando que la aniquilación secundaria de la Tierra nunca ocurra.
En "Mutant Gangland", los Mutanimales con Mondo Gecko como su miembro más nuevo evitan que los gemelos Fulci obtengan armamento nuevo y mejorado. Rockwell ve telepáticamente en una de sus mentes y se sorprende al saber que están diseñando estas armas para cazar y destruir a todos los mutantes. El cuarto se dirige a advertir a las Tortugas sobre esta peligrosa amenaza contra todos los mutantes. Al darse cuenta de que Pigeon Pete no está, Donatello pregunta a los Mutanimales dónde está, a lo que Slash responde: "No hablamos de Pigeon Pete", lo que indica que poco después de su victoria al derrotar a los Triceratons, Pigeon Pete dejó el equipo por razones desconocidas.
En "Requiem", los Mutanimales están en su escondite trabajando en cómo planificar su próximo ataque a Super Shredder con la ayuda de Karai y Shinigami. Son interrumpidos por la llegada de Super Shredder, que quema su escondite y los derrota con facilidad. Son rescatados por April y Casey, mientras que Splinter y Leonardo salvan a Karai gravemente herida mediante RCP. Slash va con Raphael, Splinter, April y Casey para rastrear a Super Shredder mientras Leatherhead, Mikey, Leo y Donnie luchan contra Fishface, Rahzar, Bebop y Rocksteady en el parque de diversiones. Sin embargo, Slash no es rival para el poder de Super Shredder y queda fuera de combate. Leatherhead logra vencer a Rahzar arrastrándolo bajo el agua.
En el final de la cuarta temporada titulado "Owari", Rockwell, Leatherhead, Slash y Pigeon Pete aparecen en el funeral de Splinter.
En "The Big Blowout", los Mutanimales (con Mona Lisa como su miembro más nuevo) luchan junto a las tortugas, sus contrapartes de la década de 1980, April, Casey, Karai y Shinigami en una batalla contra las contrapartes de la década de 1980 de Shredder, Krang y los presentes Bebop y Rocksteady. Pronto se enfrentan al regreso de Traag y Granitor hasta que Bebop y Rocksteady llegaron para salvarlos a todos.

## Miembros principales

### Dreadmon
Dreadmon es un personaje del cómic Teenage Mutant Ninja Turtles Adventures y Mutanimales de Archie Comics. El personaje es originario de Sudáfrica. Durante los levantamientos, su padre lo envió a él y a su madre a Jamaica, donde sufrieron la pobreza y convirtieron a Dreadmon en un ladrón. Un día robó un talismán que lo transformó en una criatura mitad hombre, mitad lobo rojo con súper velocidad. La criatura era amiga de las Tortugas Ninja y finalmente se unió a los Mutanimales como segundo al mando junto con su mejor amigo, Jagwar.
Dreadmon aparece en los cómics de IDW como un chacal mutante de lomo negro.

### Jagwar
Jagwar fue el hijo de una unión entre el espíritu mágico de Jaguar y una mujer tribal llamada Juntarra. Después de que su madre se fue para continuar con su búsqueda personal (completando "El camino de los cuatro vientos"), el ser mágico de doce años vivió en las selvas tropicales de Brasil hasta que fue descubierto por TMNT en el número 14, cuando fueron arrojados. en su tierra natal por Cudley. Su membresía entre los Mutanimales como su líder llegó poco después.
La versión de IDW era femenina y miembro del Panteón.

### Leatherhead
Leatherhead es un lagarto mutante y un aliado impetuoso de las Tortugas Ninja. Fue creado por el artista de Mirage Studios, Ryan Brown.

### Mondo Gecko
Mondo Gecko es un gecko mutante y uno de los primeros aliados adolescentes de las Tortugas Ninja, que comparte una estrecha relación con Michelangelo. Fue creado por el artista de Mirage Studios, Ryan Brown.
En Archie Comics, Mondo Gecko había comenzado como un skater humano que tocaba en una banda local de heavy metal. Su novia, Candy Fine, se mantuvo a su lado incluso después de que parte del mutágeno descartado de Krang fusionara su ADN con el de su mascota gecko mientras la banda practicaba en el antiguo escondite de Shredder. Fue esta versión del personaje cuya historia se incorporó tanto a la serie Mutanimales como a la línea de figuras de acción.
En los cómics de IDW, Mondo Gecko se usó como parte de un ejército mutante que Old Hob estableció después de que el aliado de Old Hob, Lindsey Baker, lo mutara.
En la serie de 1987, Mondo Gecko es interpretado por John Mariano. Esta versión es un gecko mutado que fue acogido por una pandilla dirigida por el Sr. X. Michelangelo convenció a Mondo Gecko para que se volviera contra su líder. Después de esto, Mondo Gecko termina su carrera como criminal y se muda a las alcantarillas y se convierte en "vecino" con TMNT y Splinter.
En la serie de 2012, Mondo Gecko tiene la voz de Robbie Rist. Esta versión, llamado Jason, era una estrella adolescente del skateboard que fue mutado por un vial de mutágeno que cayó sobre él. Posteriormente, sus padres lo abandonaron y es acogido como chico de los recados por el Sr. X. Al hacerse amigo rápidamente de Michelangelo y Casey Jones, Mondo finalmente vio los verdaderos colores de su jefe, y después de competir contra él, desertó del Clan del Pie y se hizo amigo de las Tortugas.
Mondo Gecko aparece en Teenage Mutant Ninja Turtles: Mutant Mayhem, con la voz de Paul Rudd. Es miembro de la pandilla de Superfly y es su patinador residencial. Se vincula con Michelangelo debido a sus personalidades similares. A pesar de estar muy relajado, estaba enojado y decepcionado cuando las Tortugas decidieron encender a Superfly. Sin embargo, después de un discurso de las Tortugas, termina siendo el primero en volverse contra Superfly y luego ayuda a derrotarlo. Se une a las Tortugas y Splinter para convertirse en parte de su familia extendida.

### Ray Fillet
Ray Fillet (originalmente conocido como Man Ray) fue una vez un biólogo marino llamado Jack Finney que trabajó en el Acuario Burroughs en Nueva Jersey. Se originó en la versión de Archie Comics de Tortugas Ninja. Jack conoció a las TMNT en el acuario donde explicó su origen. Jack estuvo expuesto al mutágeno después de subirse a una tubería en Bayview Beach que estaba contaminando el agua. Jack necesitaba pruebas del vertido ilegal y, después de encontrar el mutágeno que salía de la tubería, se subió a ella para tratar de encontrar una fuga de emisiones. Bebop y Rocksteady habían derramado accidentalmente un barril de mutágeno por la alcantarilla que arrastró a Jack al río y se convirtió en una mantarraya mutante. Ray conoció a TMNT por primera vez después de salvarlos de un torpedo que Shredder, Bebop y Rocksteady les dispararon desde un submarino y derrotar a Shredder bajo el agua. Cuando Ray llevó a Shredder a la orilla, Shredder le pateó arena en la cara y escapó. Fue entonces cuando aparecieron las Tortugas. Más tarde, se unió a los Mutanimales, y el grupo recibió una serie derivada de Archie Comics titulada "The Mighty Mutanimals".
Ray Fillet también se convirtió en una figura de acción y apareció en un videojuego, Teenage Mutant Ninja Turtles: Tournament Fighters para Sega Genesis. Ray también salvó a las Tortugas Ninja de Shredder en el número tres de la serie de mini cómics de cereales Ralston Purina Teenage Mutant Ninja Turtles de 1989. Fue creado por el artista de Mirage Studios, Ryan Brown.
En los cómics de IDW, hay una variación de Ray Fillet llamada Ray, que es una mantarraya mutante. Él, junto con Sally Pride, fueron prisioneros del Grupo Nulo en una estación de tren hasta que fueron liberados y se unieron a los Mutanimales de Old Hob.
En la serie de 1987, un personaje basado en Ray apareció en el episodio "Rebelde sin aleta" con la voz de Pat Fraley. Este personaje originalmente estaba destinado a ser Ray Filet según Ryan Brown. Esta versión es un pez humanoide con alas de mantarraya y una cola de tentáculo de pulpo. Fue creado por el Dr. Polidorius para servirlo y ayudarlo con sus planes para destruir la ciudad. Ray tiene muchas habilidades de un pez como la electricidad de una anguila eléctrica, las púas de un pez escorpión, la tinta de un pulpo y la inflación de un pez globo. Ray comenzó a colocar explosivos para hundir la ciudad de Nueva York bajo el agua para que el Dr. Polidorius pudiera crear una ciudad poblada por otros peces mutantes. El Dr. Polidorius también convirtió a April O'Neil en una mutante similar. Durante una pelea, la guarida del Dr. Polidorius se inunda y Ray escapa al océano mientras las Tortugas, April y el Dr. Polidorius están distraídos.
Ray Fillet aparece en la película de 2023 Teenage Mutant Ninja Turtles: Mutant Mayhem, con la voz de Post Malone. Aparece como miembro de la pandilla de Superfly y le encanta cantar su propio nombre, para disgusto de todos. Él y el resto de la pandilla se vuelven contra Superfly cuando se dan cuenta de que no tienen ningún interés activo en destruir a la humanidad y, al final de la película, se convierte en parte de la familia extendida de las Tortugas y Splinter.

### Wingnut y Screwloose
Wingnut es un heroico murciélago alienígena humanoide y Screwloose es su compañero, un mosquito alienígena. Ellos fueron creados por el artista de Mirage Studios, Ryan Brown, e introducidos en TMNT Adventures. Algunas versiones de ellos eran mutantes.
La pareja no son mutantes, sino los únicos miembros sobrevivientes de una raza alienígena después de que Krang invadió su planeta Dexion V en el sistema Huanu y eliminó a todos menos a esos dos. El aguijón de Screwloose calmaría al a veces loco Wingnut. Según Screwloose, sus dos especies compartían una relación simbiótica, con Wingnut proporcionando sangre y Screwloose la capacidad de dormir. Wingnut originalmente hizo su debut como villano y aliado de Shredder en el número dos del mini-cómic de cereal Teenage Mutant Ninja Turtles de 1989 de Ralston Purina.
En la serie de 1987, Wingnut (con la voz de Rob Paulsen) y Screwloose (con la voz de Townsend Coleman) son un par de terroristas del planeta Flagenon de Dimensión X que intentaron lavar el cerebro de los niños de su mundo natal para que invadieran la Tierra solo para ser detenidos por las Tortugas.
Una variación de Wingnut apareció en el videojuego Teenage Mutant Ninja Turtles: Mutants in Manhattan con la voz de Jim Meskimen. Esta versión es un sirviente del General Krang. Lucha contra las tortugas en la parte superior de un sitio de construcción.
En la serie de 2012, Daran Norris y Jeff Bennett expresan a Wingnut y Screwloose respectivamente. Son personajes de superhéroes del cómic de Michelangelo que cobraron vida gracias a un fragmento de la mística Sol Star de Aeon.
Una versión de género de Wingnut aparece en la película de 2023 Teenage Mutant Ninja Turtles: Mutant Mayhem, con la voz de Natasia Demetriou. Esta versión es una murciélago mutante que es miembro de la banda de Superfly. Aspira a ser una superheroína y es cercana a Donatello debido a su amor compartido por la tecnología. También se la ve como el miembro más amable ya que durante la escena de la persecución, estaba advirtiendo activamente a las Tortugas, en lugar de tratar de disuadirlas. Al igual que el resto de la pandilla, se cambia al lado de las Tortugas después de darse cuenta de que no quería seguir la villanía de Superfly. Se muda con Splinter y las Tortugas y se convierte en parte de su familia.

### Old Hob
Old Hob es un personaje introducido en los cómics de IDW primero como un antagonista de las tortugas y luego se convierte en un antihéroe y fundó a los Poderosos Mutanimales para proteger a los mutantes.

### Sally Pride
Sally Pride es una leona mutante de los cómics de IDW.

### Lindsey Baker
Lindsey Baker es una joven científica y la única miembro humana de los Poderosos Mutanimales. También se revela que es lesbiana.

### Herman
Un cangrejo ermitaño mutante de los cómics de IDW. Creado por Old Hob para servir en su ejército mutante. El contenedor de basura en su espalda está lleno de una variedad de armas pesadas.

### Mutagen Man
Mutagen Man es un personaje mutante de la franquicia que sufre un extraño encuentro con un mutágeno que expone sus órganos internos y reside en un traje robótico especial.
En la serie de 1987, con la voz de Rob Paulsen y fue presentado como Seymour Gutz, un cartero nerd que se desmembró al caer en una tina de mutágeno.
En la temporada 1 de la serie de 2012, Mutagen Man (con la voz de Roger Craig Smith) fue presentado como Timothy, un joven vendedor de helados ineficaz que es testigo de la primera batalla de las Tortugas con Baxter Stockman y se dedica a luchar contra el crimen como un aspirante a superhéroe con un disfraz de tortuga llamado "El Pulverizador". Cuando estuvo expuesto al mutágeno, se disolvió en una mancha mutante con órganos flotantes y un toque desintegrador. En la temporada 2, Mutagen Man más tarde desarrolló la capacidad de beber mutágeno, lo que permitió que el contenedor en el que se encontraba desarrollara extremidades parecidas a manchas.
En los cómics de IDW, Mutagen Man es un intento fallido de combinar varias razas de animales diferentes en un mutante. Cuando los Mutanimales lo encontraron atado a una cama, intentaron liberarlo. Aunque le dicen que está siendo salvado, Mutagen Man tiene una idea diferente del término al forzar el arma de Old Hob hacia su cúpula e instándolo a disparar. Hob se niega y todos escapan juntos de la instalación. Más tarde, Mondo Gecko le dio a Mutagen Man el nombre de "Seymour Guts".

### Pigeon Pete
Pigeon Pete es una paloma mutante que apareció en la serie de 2012 y en los cómics de IDW, siendo ambas versiones miembros de los Poderosos Mutanimales.
En la serie de 2012, Pigeon Pete es una paloma que fue mutada por Kraang y tiene la voz de A. J. Buckley.

## Miembros de reserva

### Merdude
Merdude es una criatura parecida a un tritón.
En Archie Comics, Alim era un niño que nació hace 5.000 años. Cuando Alim cayó al mar, terminó en una parte donde había mutágeno y se convirtió en un tritón mutante. Muchos años después, Merdude se hizo amigo de las Tortugas Ninja y más tarde se convirtió en miembro de reserva de los Poderosos Mutanimales.
Merdude aparece en el episodio de 1987 de Teenage Mutant Ninja Turtles "Atlantis Awakes", con la voz de Kevin Schon. En este espectáculo, el verdadero nombre de Merdude es Alim Coelacanth, que es un tritón deforme y el verdadero gobernante de la Atlántida.

### Slash
Slash es una tortuga humanoide que es enemigo o aliado de las Tortugas Ninja, según la versión.
En la continuidad de Archie Comics, es un alienígena parecido a una tortuga de un planeta tropical en la Dimensión X. El mundo natal de Slash finalmente fue destruido por invasores alienígenas, dejándolo como el único superviviente sin hogar de su especie. Más tarde fue encontrado por Krang, quien hizo un trato con él para encontrar el camino de regreso a la Tierra y, a cambio, Slash quedó bajo el liderazgo del primero y mantuvo ocupadas a las Tortugas Ninja mientras Krang buscaba poseer el cuerpo de Shredder, pero fue en vano. El alboroto de Slash llamó la atención de los Poderosos Mutanimales, quienes lo capturaron y lo llevaron a su isla. Con la ayuda de Leatherhead, Slash pudo controlar su juerga violenta e informó que se le permitiría quedarse en un bosque de palmeras exuberantes que tanto amaba. Agradecido, se convirtió en miembro de los Mutanimales, y finalmente se sacrificó más tarde para salvar a las Tortugas.
En la serie animada de 1987, Slash (con la voz de Pat Fraley) era la tortuga mascota de Bebop, mutada por Rocksteady para llevar a cabo una tarea que Shredder quería que hicieran. Sin embargo, cuando Bebop dejó caer accidentalmente la palmera de plástico que amaba en su tanque por un conducto de aire, Slash se volvió loco y robó el shaolin de Shredder, persiguiéndolos por el Technodrome antes de ir a la Tierra por parte de Bebop. Allí, se encontró con un empresario corrupto que estaba construyendo condominios en las alcantarillas hasta que las Tortugas Ninja lo frustraron. Como venganza, el empresario envió a Slash a romper la Campana de la Libertad, lo que empañaría la reputación de la Tortuga y les daría una mala reputación. Las Tortugas finalmente los detuvieron y enviaron a Slash al espacio a bordo de un cohete de basura, que sin saberlo contenía una palmera de plástico de la que estaba tan contento. Después de tener un encontronazo con una raza de extraterrestres superinteligentes que lo conectaron a una máquina para otorgarle su inteligencia, Slash regresó a la Tierra con armas y equipos de lujo de su propio diseño y planeó convertir a todos en tortugas para convertirse en el tortuga suprema número 1. Esto se frustró cuando Donatello lo engañó haciéndole creer que convirtió a las Tortugas en humanos para atraer a Slash a una pelea en la azotea. Por lo tanto, Slash volvió a su inteligencia de bajo nivel y se lanzó al espacio una vez más.
En los IDW Comics, Slash se presentó como Especimén 6, un experimento de tortuga mordedora en StockGen mutado con el ADN de Old Hob asignado para cazar a las Tortugas Ninja y Splinter. Sin embargo, su mente se volvió inestable y le dio una naturaleza salvaje, por lo que el Espécimen 6 fue contenido en un tanque especial custodiado por los Rock Soldiers. Más tarde fue liberado debido a la distracción de April O'Neil para recuperar el Turtle Tracker para las Tortugas Ninja. Después de golpear a uno de los Rock Soldiers, escapó del laboratorio hacia la noche. A partir de entonces, Slash comenzó a acechar por la ciudad como un monstruo sin sentido que hirió a las personas y dañó sus propiedades, como atacar al amigo repartidor de pizzas de Michelangelo, Woody, y dejar marcas de arañazos en la camioneta de April. Después de arrancarle la camisa a un matón que las Tortugas acababan de capturar, los siguió hasta una iglesia abandonada y los atacó en el sótano de la iglesia. Aunque demostró ser más poderoso que las Tortugas, Slash fue empalado accidentalmente por Leonardo y lo dejó caer a las alcantarillas. Finalmente sobrevivió a la herida y fue arrastrado a tierra para ser despertado por Old Hob, quien le dijo que deberían trabajar juntos para cazar a cualquiera que tenga una conexión con StockGen. A Slash se le mostró el error de sus caminos cuando Michelangelo le dio una barra de chocolate de la que se enamoró instantáneamente. Aceptó ayudar a las Tortugas a escapar de una de las trampas de Shredder. Era una parte integral de una misión para recuperar a Leonardo del Clan del Pie y desarrolló una fuerte antipatía hacia Hun, a quien conocía como el "Hombre Dragón". Al final de la misión, Leonardo le dio una nueva máscara negra, así como un guantelete con cuchillas. La vida de Slash cambió para siempre cuando Hob comenzó a producir nuevos mutantes, pero descubrió que el compuesto psicotrópico de Lindsey Baker era crucial para el proceso. Tomó una jeringa de sangre infundida con el compuesto de Splinter y declaró que quería ser un "héroe" como Michelangelo. Mikey trató de asegurarle a Slash que él mismo ni siquiera era un héroe y que los dos eran solo niños, pero Slash se inyectó de todos modos. Después de unos minutos de dolor agonizante, de repente comenzó a pensar con más claridad ya hablar con más elocuencia que antes. Con su nueva inteligencia, se convirtió en cofundador del nuevo ejército mutante de Hob, los Mutanimales, y estuvo involucrado en el ataque de Hob y Splinter al Clan del Pie.
En la serie animada de 2012, Slash (con la voz de Corey Feldman) fue presentado como Spike, una joven tortuga de caja que fue arrojada a las alcantarillas de la casa de su dueño original y salvada de ahogarse por Raphael, quien lo acogió como su mascota. Solía escuchar los despotricar enojados de su dueño sobre sus problemas con su familia y aprendió ninjutsu viendo a Raphael practicarlo en su habitación. Aunque nadie lo sabía en ese momento, Spike incluso desarrolló un odio por las Tortugas Ninja, gracias a escuchar los cánticos enojados de Raphael toda su vida. Una noche, bebió de un bote de mutágeno que se derramó en la habitación de Raphael, transformándose en una tortuga de caja mutante con un caparazón con púas, uñas largas para armas improvisadas, olor intenso y agilidad sobrehumana. Obteniendo una maza, Slash se unió a las otras Tortugas en la patrulla, pero reveló sus verdaderas intenciones al vencer a Donatello y Michelangelo, para horror de Raphael. La siguiente ola de asesinatos casi acaba con la vida de Leonardo. Después de enfrentarse a su antiguo dueño, sobrevivió a la caída del techo y huyó en la noche. Sin embargo, el incidente dejó a Raphael con un arrepentimiento duradero. Slash fue capturado varias veces por los Krang durante varios enfrentamientos con ellos. En el último de estos enfrentamientos, Newtralizer lo liberó y se alió con él para iniciar una cruzada violenta pero efectiva contra los Krang. A pesar de que no le gustan las Tortugas, todavía comparte las mismas creencias que les enseñaron con respecto a la protección de los inocentes. Entonces, cuando el Newtralizer amoral para destruir a todos los humanos y Krang, Slash se dio cuenta de la posición en la que puso a Raphael y se puso del lado de las Tortugas y Casey Jones para detenerlo. Luego hizo las paces con ellos y rechazó la oferta de volver a unirse a su equipo antes de partir, diciendo que era mejor operando solo. Tan pronto como comenzó la invasión de los Krang, Raphael comenzó a esperar que Slash sobreviviera. Sin embargo, al final lo hizo, y más tarde fue reclutado como líder de los Poderosos Mutanimales mientras trabajaban con las Tortugas para recuperar la ciudad de los Krang.
Slash aparece como un jefe en los videojuegos Teenage Mutant Ninja Turtles III: The Manhattan Project, la versión Super NES de Teenage Mutant Ninja Turtles: Turtles in Time y Teenage Mutant Ninja Turtles: Shredder's Revenge.

## Aliados

### Candy Fine
Candy Fine es la novia de Mondo Gecko en Archie TMNT Universe. Dedicada a Mondo y amándolo hasta el final, permaneció a su lado después de que él fue mutado y lo acompañó cuando se unió a los Poderosos Mutanimales. Aparte de Slash, ella fue la única sobreviviente de la masacre Mutanimal de Null en la historia de Terracide de TMNT Adventure. Ella escucha nada excepto la música heavy metal de la década de 1980, que es lo que más amaba, y asistió a todas las prácticas y conciertos de su amante.

### Ninjara
Ninjara, nombre real Umeko, es una kunoichi, de una antigua raza de zorros humanoides que viven en una isla escondida frente a la costa de Japón. Terminó convirtiéndose en ladrona y asesina del malvado hombre perro Chien Kahn, pero luego cambió de opinión cuando conoció a las Tortugas y se enamoró de Raphael. Ayudó en muchas misiones, desde el Lejano y Medio Oriente hasta la Dimensión X. Su vida familiar se exploró con más detalle cuando su hermano menor logró localizarla y convencerla de que volviera a casa. Las Tortugas descubrieron que la isla estaba oculta por bancos de niebla, pero a pesar de esto, había sido descubierta por un cazador codicioso y oportunista. Fue un miembro poderoso del equipo desde el número 29 hasta el número 70.

### Otros aliados

#### Glublubs
Aliados submarinos de Man Ray.

#### Kid Terra
Un ex mercenario que se diseña a sí mismo después de los pistoleros del Viejo Oeste, Kid Terra fue originalmente el principal secuaz del industrial nihilista Null, supervisando varios de sus proyectos destructores del medio ambiente (TMNT Adventures #15). Durante su segundo enfrentamiento con las Tortugas Ninja y Man Ray, accidentalmente mató al amigo de Man Ray, Bubbla the Glublub (TMNT Adventures #16). Esta hazaña y el insidioso plan de Null de vender la Tierra a la destructiva raza alienígena llamada Malignoids finalmente puso a Kid en contra de Null, y su ayuda posterior resultó decisiva para salvar la Tierra (miniserie TMNT Adventures #19 y Mighty Mutanimals #1, #2 y #3 ). Siguió siendo un aliado incondicional de las Tortugas y los Mutanimales después, ayudándolos en muchas misiones contra los planes de Null.

## Relanzamientos
La miniserie original de Poderosos Mutanimales y el sexto número de la serie regular fueron reimpresos por IDW en sus colecciones Teenage Mutant Ninja Turtles Adventures.